# Hemiasterella elongata
Hemiasterella elongata är en svampdjursart som beskrevs av Topsent 1928. Hemiasterella elongata ingår i släktet Hemiasterella och familjen Hemiasterellidae. Inga underarter finns listade i Catalogue of Life.